# Dysstroma tibetana
Dysstroma tibetana là một loài bướm đêm trong họ Geometridae.